# Roy Miller
Roy Miller Hernández (Cartago, 24 november 1984) is een Costa Ricaans voetballer die als verdediger speelt.

## Clubcarrière
Miller begon in zijn geboorteland bij CS Cartaginés. In 2005 ging hij samen met teamgenoot Randall Brenes naar FK Bodø/Glimt in Noorwegen. In 2008 tekende hij voor drie jaar bij Rosenborg BK. Miller werd in 2009 verhuurd aan het Zweedse Örgryte IS en vervolgens getransfereerd naar New York Red Bulls in de Verenigde Staten. Vanaf januari 2016 speelde hij voor CD Saprissa. In 2017 ging hij naar Portland Timbers.

## Interlandcarrière
Hij nam deel aan het Wereldkampioenschap voetbal onder 17 - 2001 en debuteerde in 2005 voor het Costa Ricaans voetbalelftal. Miller nam deel aan de CONCACAF Gold Cup 2005 en 2013. Hij viel na een voorselectie af voor het wereldkampioenschap voetbal 2010. Door bondscoach Jorge Luis Pinto werd Miller opgenomen in de selectie voor het wereldkampioenschap voetbal 2014.

## Erelijst
Rosenborg BK
- Landskampioen

2009